# Antiguos
Los Antiguos o Alteranos es una civilización ficticia, proveniente de la serie de televisión Stargate SG-1, que es conocida por su gran tecnología.
Originarios de la galaxia Ori, los antiguos constituyeron la raza más avanzada jamás conocida, además de ser los constructores de las "Astria Porta", conocidas actualmente como «stargates». Su nombre original es desconocido, y los nombres por los que son conocidos son aquellos que otras razas les han atribuido. Los ori, por ejemplo, les llamaron alteranos (del latín alter, alterno), pues se referían a ellos como "los otros". A su vez, antiguo es el nombre que las razas usuarias de la red de stargates les han dado. El único nombre conocido (a través de la Holobiblioteca de Atlantis) que utilizaron los propios antiguos para referirse a sí mismos es lantianos o atlantes, aunque no se sabe a ciencia cierta si ese es el nombre de su raza o el gentilicio al que responden por ser habitantes del planeta Lantea, donde se encontraba la nave-ciudad de Atlantis.

## Historia

### Los Alteranos y los Ori
Hace millones de años, la (probablemente) primera evolución de humanos fue una raza que emprendió el largo camino evolutivo hacia la ascensión. Simultáneamente al apogeo de su raza, la civilización antigua sufrió un cisma, que derivó en su escisión. Por un lado, los Ori, quienes creían fervientemente que su nivel de desarrollo y poder se debía a la religión, y por otro los Antiguos, que atribuían este desarrollo a los avances de la ciencia, la tecnología, la investigación y una espiritualidad profunda con la que alcanzaban la Ascensión. Fue en este tiempo en que los Ori comenzaron a llamar a los Antiguos "Alteranos". La división de esta raza en estos dos grupos ocasionó conflictos, a veces severos entre ambos. En lugar de luchar, los Antiguos decidieron dejar su galaxia, y buscar un nuevo hogar.
Después de mucho tiempo (presumiblemente cientos de años) los antiguos descubrieron la Vía Láctea, donde construyeron una impresionante civilización. Aparentemente también se establecieron en la Tierra, a la que llamaron Terra. Los antiguos construyeron los Astria Porta (Stargates) y los tenían en cada planeta que colonizaron sin opresión. El papel exacto de la Tierra en su vasta civilización permanece desconocido, aunque probablemente era uno de sus mundos más importantes, como también uno de sus enclaves más antiguos. Otros planetas importantes colonizados fueron Proclarush Taonas, Dakara, Taoth Vaclarush y Valos Cor (estos últimos conocidos como Castianna y Sahal por los humanos, posteriormente).
Los Antiguos fueron afligidos por una terrible plaga que exterminó a la mayoría de su civilización. Más tarde se descubrió que esta plaga era similar a la enfermedad usada por los priores de los Ori contra los infieles, lo que llevó a especular que los Ori pre-ascendidos podrían haber sido responsables de esta plaga. 
Aparentemente, los Antiguos intentaron enviar al pasado un grupo de científicos utilizando un Stargate para evitar o ayudar a curar la enfermedad. Sin embargo, solo consiguieron generar un bucle temporal. Los antiguos que permanecieron en la Vía Láctea ascendieron o murieron. Sin embargo, según Anubis, los antiguos habían intentado recrear la vida después de la plaga en la Vía Láctea usando el Arma de Dakara. La actual evolución de la humanidad en la Tierra puede ser a causa de esto.

### Galaxia Pegaso
Hace varios millones de años, varios antiguos partieron de la Tierra en su ciudad-nave espacial, Atlantis, que en ese momento se situaba en la Tierra (específicamente en el continente Antártico). La razón exacta de su salida es desconocida, aunque el doctor Daniel Jackson ha especulado que podrían haber salido para escapar de la plaga que estaba devastando su civilización. Una alterana conocida, llamada después Ayiana por los investigadores que la descubrieron absolutamente conservada en la Antártida, fue dejada atrás. El hecho de que Ayiana fuera infectada con la plaga antigua cuando fue descongelada parecería confirmar las especulaciones de Jackson.
Después de llegar a la galaxia Pegaso los antiguos se establecieron en un planeta, al que denominaron Lantia, llamándose a sí mismos lantianos a partir de entonces (a veces también Atlantianos por los miembros de la expedición Atlantis). La galaxia Pegaso se encontraba desprovista de vida sensible, por lo que la poblaron con humanos y Stargates, también protegiendo y habitándolos. Estos humanos que ahora habitaban la galaxia fueron quienes dieron a los lantianos el nombre de "ancestros".
Durante su estancia en Pegaso, los lantianos encontraron un organismo (aparentemente un insecto) similar a una sanguijuela, al que los miembros de la expedición y en especial el Dr. Carson Beckett llamaron Insecto Iratus que poseía inmensas capacidades curativas e inmunológicas. Se especula que este organismo absorbió la información genética de los antiguos mientras se alimentaba de ellos y fueron evolucionando en una nueva especie, los Wraith (Espectros).
Como los antiguos nunca habían encontrado otra especie con un nivel tecnológico que pudiera rivalizar con el suyo, no se prepararon para enfrentar la amenaza en la que se convertirían los Wraith. Cuando éstos comenzaron a desarrollarse y a volverse hostiles, los lantianos intentaron evitar el conflicto de manera diplomática, sin mucho éxito. Los lantianos y los Wraith comenzaron una larga guerra, y a pesar de la superioridad tecnológica de los primeros, los Wraith los superaban en número. Durante esta guerra, que duró siglos, los Wraith conquistaron cada planeta de la Galaxia Pegaso hasta que solo quedó Atlantis, la capital del Imperio Lantiano, permaneciendo protegida por su poderoso escudo.
Los lantianos vieron que no importaba cuántas batallas ganaran y comprendieron que no podrían ganar la guerra, por lo que empezaron a caer en la desesperación, intentando proyectos cada vez más peligrosos para acabar con el conflicto, como el proyecto Arturo, un esfuerzo fallido para extraer Energía del punto cero del propio Universo, a diferencia de los MPC, que lo extraen de Universos artificiales, y por tanto son fuentes de energía finitas. Este proyecto finalmente destruyó al planeta Doranda donde se estaba desarrollando y a los lantianos que lo llevaban a cabo, como también a gran parte de una flota de naves Wraith.
Los lantianos también crearon nanocitos diseñados para luchar contra los Wraith a un nivel celular. Sin embargo, su creación tomó forma humana, la cual derivó en una raza conocida como los Asurans, los cuales queriendo seguir a sus Lantianos en el camino a la ascensión les exigían a sus creadores erradicar de su programación las tendencias agresivas con las habían sido creados ya que les impedían ascender. Debido al fracaso de crear armas menores, enviaron una flota entera para destruir a los Asurans. No queriendo que nadie averiguara sus errores, eliminaron todo rastro de los Asurans de la base de datos de Atlantis. Sin embargo, unos nanocitos sobrevivieron y comenzaron una segunda evolución, replicándose en millones hasta volver a tomar forma humana.
También desarrollaron un dispositivo que provoca que se formen tumores explosivos en los cuerpos de los individuos expuestos a él, pero esto también fue abandonado.
Dando por perdida la guerra, los lantianos, decidieron volver a la Tierra, el planeta que había sido su hogar durante millones de años: sumergieron la ciudad-nave de Atlantis en el océano y la evacuaron, esperando que pudiera ser redescubierta en el futuro por sus descendientes. Los antiguos restantes en la Galaxia Pegaso volvieron a la Tierra a través del Stargate y bloqueando el acceso desde el resto de las puertas a la Tierra excepto la de Atlantis para evitar que los siguieran. Los atlantes que estaban fuera de la Ciudad en ese momento usaron las naves que les quedaban para llegar a la Tierra.

### Retorno a la Tierra y la Vía Láctea
Después de su retorno a la Tierra, se encontraron con un ambiente áspero y habitantes primitivos. Creyendo que no había ninguna esperanza de reconstruir su civilización terrestre anterior, algunos partieron del planeta a través del Stargate de la Antártida, posiblemente buscando reconstruir sus días de gloria en mundos distantes en la Vía Láctea. El resto escogió el aislamiento meditando y buscando la ascensión.
Esos antiguos que se quedaron en la Tierra y se mezclaron con los humanos les heredaron el gen de Activación de Tecnología Antigua o ATA, así como algunos de los avances de su civilización, entre ellos su idioma, del que derivó posteriormente el Latín. Muchos mitos romanos también fueron influenciados por los antiguos, como el mito los “antiguos que ascendieron a los cielos”. Según la mitología, los romanos aprendieron a construir sus vías gracias a los dioses conocidos como “Los antiguos”.
La historia de la ascensión y caída del Imperio Antiguo puede haber influenciado el Timaeus y el Critias de Platón. Cuentan eventos que transcurrieron unos 9.000 años antes de su tiempo y fueron escritos en torno al 360 a. C. La Atlántida solo se menciona brevemente en el Timaeus pero se describe con gran detalle en Critias como una ciudad llena de grandes maravillas y belleza. Los Atlantianos observaron sus leyes, dieron generosidad y paz durante muchas generaciones. Sin embargo, sus habitantes se volverían después ávidos, villanos y sedientos de poder y buscaron controlar o limpiar cualquier civilización que se les opusiera. En lugar de haber sido derrotados por una raza alienígena “vampírica”, según el cuento de Platón, los atlantianos fueron destruidos a manos de los antiguos atenienses. Como un último castigo los dioses destruyeron la Atlántida.
Las leyendas arturianas también son influenciadas por los antiguos, en particular el antiguo Moros, quien había ascendido, pero volvió a la existencia material para combatir a los ori. Moros, luego de su descenso, conservó todos sus conocimientos y algunos de sus poderes de ascendido para crear el Sangreal, un arma capaz de destruir seres ascendidos, y cuyo objetivo era la derrota de los ori. Moros fue conocido en la Tierra como Myrddin, y su influencia derivo en la leyenda del mago Merlin, cortesano de Rey Arturo en la mitología, y el arma y su búsqueda dio origen al mito del Santo Grial. Lo cierto es que los caballeros de la leyenda artúrica y el propio Arturo conformaban una sociedad de nobles formada por Moros para proteger el Sangreal y combatir a los ori.
Algunos de los antiguos, probablemente aquellos que dejaron la Tierra, instauraron la Alianza de las Cuatro Grandes Razas que los aliaron a los nox, los furlings y los asgard. Juntos, crearon un “verdadero” idioma universal, basado en la estructura atómica de los elementos químicos. Según las escrituras descubiertas en Heliopolis, esta alianza duró siglos. En las palabras de los asgard, ellos "se fueron de esta región del espacio hace tiempo", probablemente refiriéndose a su ascensión.

## Historia antigua reciente
Después de la ascensión de los antiguos, continuaron oponiéndose a su enemigo anterior, los ori, que también habían alcanzado la iluminación. Aunque en principio las dos facciones son igual de poderosas, los ori han ganado ventaja extrayendo poder de la segunda evolución de la humanidad , a través de la adoración. Otra ventaja de los ori es, paradójicamente, su falta de respeto a las normas de la ascensión, lo cual les ha permitido influir en el devenir de las razas inferiores para su propio beneficio, cosa que los antiguos se niegan a hacer aún. En contestación, los antiguos escogieron esconder su propia segunda evolución creada en la Vía Láctea de los ori. Influyeron en las asociaciones del fuego, el icono central de la religión Ori, con la imaginería demoníaca.
El primer ser ascendido con el que tuvieron contacto los humanos actuales fue Oma Desala, cuando el SG-1 llegó al planeta Kheb en la búsqueda de Shifu, el harcesis hijo de Apophis y Sha’re. Durante su estancia, el equipo descubrió un templo budista donde un solo monje parecía residir. El monje habló en enigmas, pero habló de un ser llamado Oma Desala, un nombre que Daniel Jackson tradujo como “la madre naturaleza”. Cuando el equipo estaba preparándose para defender el templo de varios guerreros Jaffas, Daniel descubrió a un ser no corpóreo que se mantenía en Kheb. Durante la trama de la serie, Daniel formó una unión personal con Oma Desala que incluso le ayudó a ascender en dos ocasiones.
Tres años después, una mujer antigua, Ayiana, fue encontrada congelada en la Antártida cerca de la situación del Stargate. Revivió cuando fue descongelada, pero todavía estaba infectada por la plaga y murió muy brevemente después de esto después de librar a la mayoría del SG-1 de la plaga. No hay, hasta el momento, ninguna explicación oficial acerca de por qué ella se quedó en la Tierra cuando los otros se fueron a la galaxia Pegaso.
Cuando un acorazado clase Aurora fue descubierto por el Dédalo, entre la galaxia Pegaso y la Vía Láctea, la tripulación todavía estaba viva. Ya que la nave estaba cruzando el universo cerca de la velocidad de la luz, la tripulación había experimentado solo un poco de años desde la evacuación de Atlantis, debido a los efectos de la relatividad. Después de aprender que Atlantis había sobrevivido de los Wraith, salvaron la ciudad. Sin embargo, cuando los Asurans volvieron y capturaron la ciudad, todos los antiguos restantes fueron ejecutados.
Después de que Daniel Jackson y Vala Mal Doran alertaran a los ori de la existencia de otra galaxia llena de humanos (la Vía Láctea), los ori empezaron su invasión, convirtiendo a millones de humanos al Origeni opresivamente. Según los ori, la conversión entera de la Vía Láctea les daría probablemente la suficiente fuerza para destruir a los antiguos una vez terminada su cruzada. A pesar de ello, la mayoría de los antiguos ascendidos de la Vía Láctea siguieron negándose a intervenir, aunque su propia existencia estaba amenazada. Las excepciones incluyen a Morgan le Fay y Merlín.
El SG-1 descubrió a Merlin en éxtasis dentro de una cueva en un planeta yermo. Fue reavivado por el equipo, y les ayudó a construir el Sangraal, el arma que había diseñado para combatir a los ori. Aunque murió antes de que pudiera completar el dispositivo, transmitió la información necesaria en un Depósito de Conocimientos.

## Fisiología

### Preascensión
Los antiguos eran humanoides, de un aspecto prácticamente idéntico al de los humanos de la actualidad, los cuales son sus descendientes constituyendo la segunda evolución de esta forma. Los antiguos poseían el gen de activación de tecnología antigua o ATA.
Hacia el fin de su desarrollo evolutivo, pero antes de que ascendieran, los antiguos desarrollaron habilidades avanzadas, como la telekenesis, habilidades sensoriales extraordinarias, y la habilidad para sanar a otros.

### Ascensión
Durante su evolución, los antiguos pudieron desarrollar su mente de tal manera que pudieron adoptar una forma de existencia basada puramente en energía, la cual se denomina Ascensión. La ascensión eleva al individuo a un “plano” superior de existencia (presumiblemente otra dimensión), por sobre las leyes físicas del Universo. Aunque este nuevo estado de existencia concede a un ser poderes sobrenaturales similares a los de un ser divino, no pueden afectar directamente el plano de existencia inferior, porque su estricta ética se lo impedía. Creían que los pueblos debían desarrollarse sin presión externa. Frente a ello, mientras los antiguos tenían esta actitud - especialmente si involucran su ascensión -, los Ori recurren a una treta para poder torcer esta regla, ocupando como avatarres a sus siervos, los Priores.
Se reveló previamente en la temporada tres y seis de Stargate SG-1 que hay un aspecto espiritual en la ascensión. Sin embargo, la introducción de los Priores con la narración de los Ori, así como el episodio “Prototipo” de la temporada nueve revela que si un ser está suficientemente avanzado evolutivamente o recibe la ayuda de un ser ascendido, puede ascender sin ser moralmente bueno. Ejemplo de ello es el goa'uld Anubis.
Una vez ascendido, la apariencia de un ser puede variar. Por ejemplo, mientras los Antiguos poseen formas aladas, blancas y brillantes, los Ori se revelan a través del fuego. No se sabe el por qué de este dimorfismo.

## Filosofía
Los antiguos ascendidos tienen una filosofía estricta, la cual incluye ciertas normas, entre las cuales está el no acelerar el proceso de ascensión natural de los seres inferiores a ellos. Esta regla es a menudo rota, con consecuencias variadas. Orlin ayudaba a los humanos de Velona a desarrollarse tecnológicamente, y por ello estos se autodestruyeron utilizando esta tecnología, al no poseer la suficiente madurez para utilizarla con sabiduría.
Un caso remarcable dentro de las consecuencias de la transgresión de esta norma la constituye Oma Desala, la que fue engañada por el Goa'uld Anubis, ascendiéndole accidentalmente. Como parte de su castigo, Oma tuvo que tolerar que a Anubis se le permitiera subyugar la galaxia siempre que solo hiciera cosas que podría haber hecho siendo solo un Goa'uld, aunque presumiblemente utilizó sus conocimientos de los antiguos para encontrar información y tecnologías avanzadas. Ambos casos parecieran apoyar las normas de los antiguos de no interferir en la ascensión de otros.
Incluso antes de su ascensión, los antiguos tenían reglas estrictas respecto al viaje en el tiempo, sin embargo, esta regla también ha sido rota. Janus desarrolló la tecnología de viaje en el tiempo, pudiendo llegar Elizabeth Weir a una Atlantis de 10 000 años atrás, y una columna que contiene una historia de eventos futuros en el planeta del episodio de Stargate SG-1 “El rey Arkan”.

## Tecnología
Los antiguos son la raza más avanzada tecnológicamente descubierta por el equipo del SG-1. Entre su muchos logros, el más notable es la Red de Stargates o puertas estelares en las galaxias de la Vía Láctea y Pegaso, pero también han desarrollado avances en otras áreas como las ciudades volantes, los MPC (Módulos de Punto Cero), increíbles dispositivos curativos y resecuenciadores de ADN. La tecnología militar antigua fue principalmente usada o diseñada para el uso en la guerra contra los espectros en la galaxia Pegaso. Mucha de tecnología Antigua requiere la presencia del gen ATA en la persona que desea usarlo, como medida de seguridad. La mayoría de los aparatos antiguos que el equipo SG-1 encuentra están mal conservados, se averían a menudo, funcionan muy rara vez o directamente los miembros del equipo son incapaces de entender su utilidad.

## Idioma

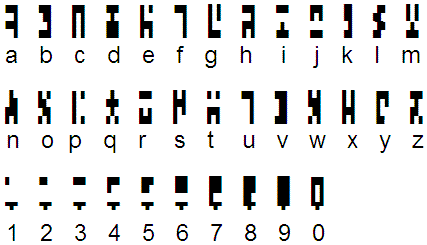
El alfabeto y números de los Antiguos.

Para algunos el lenguaje de los antiguos puede ser la fuente del latín terrestre, no obstante su sistema de escritura no tiene ningún análogo con idiomas de la Tierra, al contrario de lo que ocurre con las lenguas Goa'uld y Asgard. Los caracteres de la escritura de los antiguos son cuadrados con agujeros. Los athosianos, y posiblemente otras civilizaciones humanas en la galaxia Pegaso, rezan todavía oraciones en este idioma.

## Antiguos conocidos
Antiguos que han sido mencionados en algún episodio:
- Ayiana ("Congelada" (SG-1), ("Ascensión" (Atlantis)), tenía la plaga que asoló la galaxia antes de la partida de los antiguos a Pegaso.
- Chaya/Athar ("El Santuario" (Atlantis)), exiliada por proteger su mundo de los Espectros.
- Janus ("Antes de que yo duerma") (Atlantis)), creador de la máquina del tiempo.
- Oma Desala (numerosas apariciones SG-1), ayudó a ascender a varios, entre ellos a Anubis.
- Orlin ("Ascensión" (SG-1), "El Cuarto Jinete" (SG-1)), ayudó en la creación de un arma para una amenaza proveniente de los cielos pero los habitantes de ese mundo pensaron en conquistar otros planetas. Los antiguos los destruyeron.
- Melia ("Ascensión" (Atlantis), "Antes de que yo duerma" (Atlantis)), ella como otros llegó a un valle con una anomalía temporal para lograr ascender.
- Merlin/Myrddin ("Avalon" (SG-1), también conocido como Moros o Mordos, "Antes de que yo duerma" (Atlantis)), creó un arma que el SG-1 usó para destruir a los Ori.
- Hipaforacus ("Inferno" (Atlantis)), General Antiguo, da nombre a una nave de la clase Aurora.
- Morgana Le Fay (llamada originalmente Ganos Lal, "The Pegasus Proyect" (SG-1), Stargate: The Ark of Truth).

## Colonias conocidas de los antiguos

### Vía Láctea
- Dakara
- La Tierra
- Heliopolis
- Praclarush Taonas
- Taoth Vaclarush / Castiana
- Valos Cor / Sahal
- Vis Uban

### Pegaso
- Athos
- Dagan
- Dorandas
- Lantea
- Taranis
- Eldred